# 星川薫
星川 薫（ほしかわ かおる、1930年6月5日 - 2007年10月5日）は、日本中央競馬会（JRA）・栗東トレーニングセンターに所属していた調教師。北海道出身。父は星川泉士元調教師である。

## 来歴
1964年、京都・星川泉士厩舎所属の厩務員となる。
1966年、調教助手となる。
1973年、調教師免許を取得する。
1975年、厩舎を開業し、3月8日に初出走となるレースにテンソウジが出走し7着となり、3月22日にフジノタイヘイヨーが勝利しのべ8頭目で初勝利を挙げる。9月にシュンエイ記念をコウケンジが制し重賞初勝利を挙げる。
2001年、2月28日付けで定年のため調教師を引退する。2月25日には阪神競馬場で引退式が行われた。調教師成績はJRA通算4393戦410勝（うち障害競走41戦5勝、JRA重賞8勝）、地方競馬通算24戦5勝。 
2007年、10月5日4時5分、病気のため滋賀県守山市の病院で死去。通夜、告別式は栗東トレーニングセンター厚生会館分館で行われ、葬儀委員長は日本調教師会会長（当時）の中村均が務めた。

## おもな管理馬
- コウケンジ（1975年シュンエイ記念）
- リョクシュ（1978年タマツバキ記念〈春・秋〉）
- ロビンソンシチー（1981年京都記念〈春〉）
- オオミシャダイ（1982年北九州記念）
- チアズアトム（1994年フェブラリーステークス）
- メイショウテゾロ（1995年シンザン記念）
- ヒダカリージェント（1996年グランシャリオカップ）
- レインボークイーン（1996年クイーンステークス）

## おもな厩舎所属者
※太字は門下生。括弧内は厩舎所属期間と所属中の職分。
- 本田優（1980年 - 2001年 騎手）
- 上篭勝仁（1985年 - 1999年 騎手）
- 藤原英昭（1989年 - 2000年 調教助手）